# Kościół w Garde
Kościół w Garde – świątynia należąca do diecezji Visby Kościoła Szwecji. Znajduje się w południowo-wschodniej części Gotlandii.

## Architektura
Kościół należy do najstarszych kamiennych świątyń Gotlandii, gdyż budowę nawy i dolnej części wieży rozpoczęto już w połowie XII wieku. W następnym stuleciu dobudowano wieżę do obecnej wysokości. Duże gotyckie prezbiterium powstało w XIV wieku. W nawie znajdują się niewielkie, wysokie okna.
Teren kościelny otoczony jest murem o wysokości 1,1–1,6 m, który na przestrzeni wieków kilkukrotnie był naprawiany, jednak mimo to nie uległ znaczącym przemianom. W murze tym znajdują się cztery bramy.

## Wnętrze

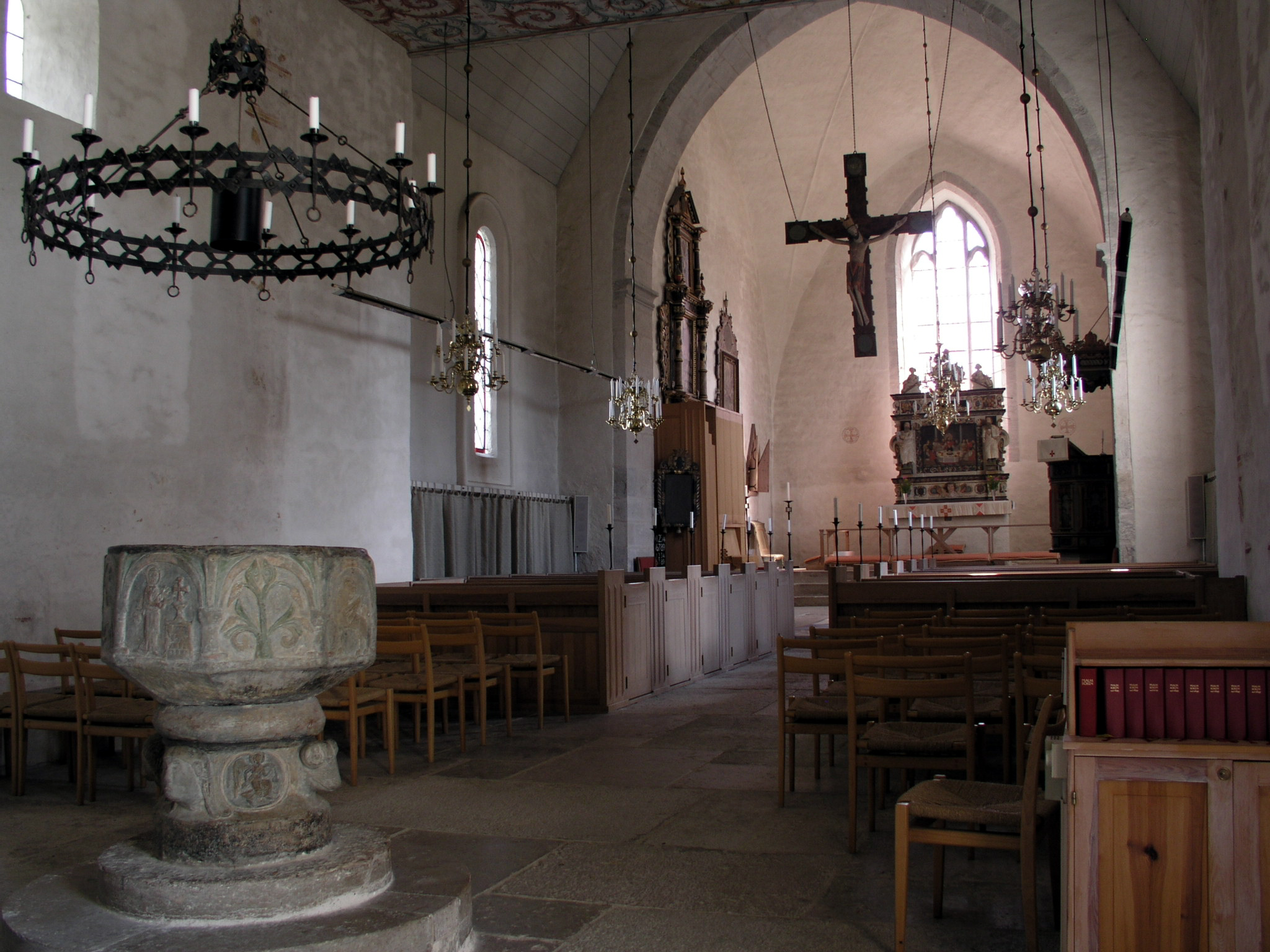
Wnętrze

Wnętrze nawy mieści średniowieczne freski z motywami bizantyjskimi. Chrzcielnica datowana jest na drugą połowę XII wieku, a za jej autora uważa się Bizantiosa. Również z XII wieku pochodzi krzyż triumfalny. Ołtarz powstał prawdopodobnie w Burgsviku w 1689 roku. W kościele znajdują się także płyty nagrobne dwóch duchownych z XVII wieku.